# Damernas individuella tävling i bågskytte vid olympiska sommarspelen 1988
Den här artikeln behandlar damernas individuella tävling i bågskytte under olympiska sommarspelen 1988. 

## Medaljörer
| Klass             | Guld                | Silver               | Brons                |
| Sommarspelen 1988 | Kim Soo-Nyung (KOR) | Wang Hee-Kyung (KOR) | Yun Young-Sook (KOR) |

## Resultat

### Första rundan
| Placering | Namn                     | Nation         | Poängresultat |
| --------- | ------------------------ | -------------- | ------------- |
| 1         | Kim Soo-Nyung            | Sydkorea       | 1331 (OR)     |
| 2         | Wang Hee Kyung           | Sydkorea       | 1298          |
| 3         | Yun Young-Sook           | Sydkorea       | 1296          |
| 4         | Jenny Sjöwall            | Sverige        | 1294          |
| 5         | Joanne Franks            | Storbritannien | 1281          |
| 6         | Lioudmila Arjannikova    | Sovjetunionen  | 1279          |
| 7         | Tatyana Mountian         | Sovjetunionen  | 1272          |
| 8         | Natalya Boutouzova       | Sovjetunionen  | 1267          |
| 9         | Liu Pi-Yu                | Chinese Taipei | 1266          |
| 10        | Päivi Aaltonen           | Finland        | 1266          |
| 11        | Denise Parker            | USA            | 1263          |
| 12        | Nurfitriyana Saiman      | Indonesien     | 1258          |
| 13        | Lai Fang-Mei             | Chinese Taipei | 1257          |
| 14        | Liselotte Andersson      | Sverige        | 1257          |
| 15        | Melanie Skillman         | USA            | 1252          |
| 16        | Joanna Kwana             | Polen          | 1252          |
| 17        | Claudia Kriz             | Västtyskland   | 1250          |
| 18        | Jacqueline van Rozendaal | Nederländerna  | 1246          |
| 19        | Catherine Pellen         | Frankrike      | 1241          |
| 20        | Kusuma Wardhani          | Indonesien     | 1239          |
| 21        | Ma Xiangjun              | Kina           | 1233          |
| 22        | Ma Shaorong              | Kina           | 1233          |
| 23        | Pauline Edwards          | Storbritannien | 1232          |
| 24        | Suvd Tuul                | Mongoliet      | 1231          |
| 25        | Christa Oeckl            | Västtyskland   | 1230          |
| 26        | Debra Ochs               | USA            | 1227          |
| 27        | Chin Chiu-Yueh           | Chinese Taipei | 1226          |
| 28        | Nathalie Hibon           | Frankrike      | 1224          |
| 29        | Aurora Breton            | Mexiko         | 1224          |
| 30        | Lilies Handayani         | Indonesien     | 1223          |
| 31        | Toyoka Oki               | Japan          | 1223          |
| 32        | Doris Haas               | Västtyskland   | 1222          |
| 33        | Beata Iwanek             | Polen          | 1222          |
| 34        | Brenda Cuming            | Kanada         | 1217          |
| 35        | Yao Yawen                | Kina           | 1217          |
| 36        | Ann Shurrock             | Nya Zeeland    | 1217          |
| 37        | Ana Sousa                | Portugal       | 1213          |
| 38        | Pereira Greene           | Irland         | 1208          |
| 39        | Vreny Burger             | Schweiz        | 1208          |
| 40        | Joanna Helbin            | Polen          | 1207          |
| 41        | Huriye Eksi              | Turkiet        | 1205          |
| 42        | Elif Eksi                | Turkiet        | 1204          |
| 43        | Adriana Smits            | Nederländerna  | 1203          |
| 44        | Sambuu Oyuntsetseg       | Mongoliet      | 1202          |
| 45        | Nadia Gautschi           | Schweiz        | 1194          |
| 46        | Dorjsembee Erdenechimeg  | Mongoliet      | 1193          |
| 47        | Marie-Josée Bazin        | Frankrike      | 1188          |
| 48        | Hotz Reis                | Luxemburg      | 1187          |
| 49        | Basilisa Ygnalaga        | Filippinerna   | 1182          |
| 50        | Selda Unsal              | Turkiet        | 1181          |
| 51        | Cheryl Sutton            | Storbritannien | 1179          |
| 52        | Keiko Nakagomi           | Japan          | 1173          |
| 53        | Kyoko Kitahara           | Japan          | 1171          |
| 54        | Gloria Rosa              | Puerto Rico    | 1168          |
| 55        | Minna Poikolainen        | Finland        | 1164          |
| 56        | Minna Heinonen           | Finland        | 1163          |
| 57        | Teresa Valdés            | Spanien        | 1125          |
| 58        | Joanna Agius             | Malta          | 1121          |
| 59        | Carina Jonsson           | Sverige        | 1111          |
| 60        | Chan Siu Yuk             | Hongkong       | 1098          |
| 61        | Eliana Peridakis         | Jordanien      | 1055          |
| 62        | Merrellyn Tarr           | Zimbabwe       | 1015          |

### Åttondelsfinal
| Placering | Namn                     | Nation         | Poängresultat | Rank-ändring |
| --------- | ------------------------ | -------------- | ------------- | ------------ |
| 1         | Lioudmila Arjannikova    | Sovjetunionen  | 332           | +3           |
| 2         | Kim Soo-Nyung            | Sydkorea       | 331           | -1           |
| 3         | Yun Young-Sook           | Sydkorea       | 328           | 0            |
| 4         | Ma Xiangjun              | Kina           | 322           | +7           |
| 5         | Wang Hee Kyung           | Sydkorea       | 320           | -3           |
| 6         | Tatyana Mountian         | Sovjetunionen  | 319           | +2           |
| 7         | Liselotte Andersson      | Sverige        | 317           | +6           |
| 8         | Nurfitriyana Saiman      | Indonesien     | 314           | +1           |
| 9         | Natalya Boutouzova       | Sovjetunionen  | 314           | +9           |
| 10        | Lai Fang-Mei             | Chinese Taipei | 312           | +2           |
| 11        | Claudia Kriz             | Västtyskland   | 311           | -5           |
| 12        | Pauline Edwards          | Storbritannien | 311           | +5           |
| 13        | Catherine Pellen         | Frankrike      | 309           | +1           |
| 14        | Melanie Skillman         | USA            | 307           | -4           |
| 15        | Liu Pi-Yu                | Chinese Taipei | 306           | 0            |
| 16        | Jenny Sjöwall            | Sverige        | 305           | -11          |
| 17        | Joanna Kwana             | Polen          | 304           | -1           |
| 18        | Joanne Franks            | Storbritannien | 301           | -11          |
| 19        | Kusuma Wardhani          | Indonesien     | 300           | +3           |
| 20        | Päivi Aaltonen           | Finland        | 299           | -1           |
| 21        | Denise Parker            | USA            | 298           | -1           |
| 22        | Ma Shaorong              | Kina           | 298           | +1           |
| 23        | Jacqueline van Rozendaal | Nederländerna  | 293           | -2           |
| 24        | Suvd Tuul                | Mongoliet      | 290           | 0            |

### Kvartsfinal
| Placering | Namn                  | Nation         | Poängresultat | Rank-ändring |
| --------- | --------------------- | -------------- | ------------- | ------------ |
| 1         | Kim Soo-Nyung         | Sydkorea       | 337           | +1           |
| 2         | Wang Hee Kyung        | Sydkorea       | 330           | +3           |
| 3         | Jenny Sjöwall         | Sverige        | 327           | +13          |
| 4         | Joanne Franks         | Storbritannien | 327           | +14          |
| 5         | Lioudmila Arjannikova | Sovjetunionen  | 326           | -5           |
| 6         | Yun Young-Sook        | Sydkorea       | 326           | -3           |
| 7         | Nurfitriyana Saiman   | Indonesien     | 324           | +1           |
| 8         | Claudia Kriz          | Västtyskland   | 322           | +3           |
| 9         | Ma Xiangjun           | Kina           | 318           | -5           |
| 10        | Melanie Skillman      | USA            | 318           | +4           |
| 11        | Lai Fang-Mei          | Chinese Taipei | 317           | -1           |
| 12        | Tatyana Mountian      | Sovjetunionen  | 316           | -6           |
| 13        | Liselotte Andersson   | Sverige        | 315           | -6           |
| 14        | Catherine Pellen      | Frankrike      | 313           | -1           |
| 15        | Liu Pi-Yu             | Chinese Taipei | 310           | 0            |
| 16        | Joanna Kwana          | Polen          | 303           | +1           |
| 17        | Pauline Edwards       | Storbritannien | 301           | -5           |
| 18        | Natalya Boutouzova    | Sovjetunionen  | 300           | -9           |

### Semifinal
| Placering | Namn                  | Nation         | Poängresultat | Rank-ändring |
| --------- | --------------------- | -------------- | ------------- | ------------ |
| 1         | Kim Soo-Nyung         | Sydkorea       | 340           | 0            |
| 2         | Wang Hee Kyung        | Sydkorea       | 332           | 0            |
| 3         | Jenny Sjöwall         | Sverige        | 330           | 0            |
| 4         | Joanne Franks         | Storbritannien | 330           | 0            |
| 5         | Lioudmila Arjannikova | Sovjetunionen  | 329           | 0            |
| 6         | Tatyana Mountian      | Sovjetunionen  | 328           | +6           |
| 7         | Yun Young-Sook        | Sydkorea       | 326           | -1           |
| 8         | Claudia Kriz          | Västtyskland   | 326           | 0            |
| 9         | Nurfitriyana Saiman   | Indonesien     | 325           | -2           |
| 10        | Melanie Skillman      | USA            | 311           | 0            |
| 11        | Ma Xiangjun           | Kina           | 309           | -2           |
| 12        | Lai Fang-Mei          | Chinese Taipei | 306           | -1           |

### Final
| Placering | Namn                  | Nation         | Poängresultat | Rank-ändring |
| --------- | --------------------- | -------------- | ------------- | ------------ |
| 1         | Kim Soo-Nyung         | Sydkorea       | 344           | 0            |
| 2         | Wang Hee Kyung        | Sydkorea       | 322           | 0            |
| 3         | Yun Young-Sook        | Sydkorea       | 327           | +4           |
| 4         | Lioudmila Arjannikova | Sovjetunionen  | 327           | +1           |
| 5         | Jenny Sjöwall         | Sverige        | 325           | -2           |
| 6         | Claudia Kriz          | Västtyskland   | 318           | +2           |
| 7         | Joanne Franks         | Storbritannien | 318           | -3           |
| 8         | Tatyana Mountian      | Sovjetunionen  | 314           | -2           |